# Rudolf Col
Rudolf Col (29. října 1902 Vsetín – 21. srpna 1964 Olomouc) byl katolický kněz, biblista, profesor teologické fakulty v Olomouci a překladatel Nového zákona.

## Život a dílo
Po maturitě na Arcibiskupském gymnáziu v Kroměříži vystudoval teologii v Olomouci a roku 1927 byl vysvěcen na kněze. Působil jako středoškolský profesor, od roku 1936 jako docent a později profesor biblistiky na teologické fakultě v Olomouci. Napsal několik odborných prací, jeho hlavním dílem je ale vlastní překlad Nového zákona z řečtiny, který poprvé vyšel roku 1947 a pak znovu 1961 a 1969.